# Михайловка (Чувашия)
Миха́йловка (чув. Михайловка) — деревня в Цивильском районе Чувашской Республики. Административный центр Михайловского сельского поселения.

## География
Находится в северной части Чувашии на расстоянии приблизительно 5 км на юго-запад по прямой от районного центра города Цивильск у железнодорожной станции Цивильск на правом берегу реки Большой Цивиль.

## История
Образована в конце 1920-х годов. В 1939 учтено 379 жителей, в 1979 – 470. В 2002 – 179 дворов, в 2010 – 174 домохозяйства. В период коллективизации был организован колхоз «Красный флот», в 2010 работало ФГУП «Колос».

## Население
Постоянное население составляло  539  человек (чуваши 96%) в 2002 году, 517 в 2010.